# بات ويست
بات ويست (بالإنجليزية: Pat West)‏ هو ممثل أمريكي، ولد في 19 أبريل 1888 ببادوكا في الولايات المتحدة، وتوفي في 10 أبريل 1944 بهوليوود في الولايات المتحدة.

## أعمال

### أفلام
- (1936) امرأة سيئة السمعة
- (1940) فتاة الجمعة[1]

## وصلات خارجية
- بات ويست على موقع IMDb (الإنجليزية)
- بات ويست على موقع ألو سيني (الفرنسية)
- بات ويست على موقع أول موفي (الإنجليزية)
- بات ويست على موقع قاعدة بيانات الأفلام السويدية (السويدية)
- بات ويست على موقع قاعدة بيانات الفيلم (الإنجليزية)
- بات ويست على موقع كينوبويسك (الروسية)